# Pedro Antonio Sánchez Vaamonde
Pedro Antonio Sánchez Vaamonde, nacido el 10 de abril de 1749 en Curtis y fallecido el 4 de octubre de 1806 en Santiago de Compostela, fue un religioso, catedrático de Retórica y Teología y escritor, promotor en el siglo XVIII de la ilustración en Galicia.

## Biografía
Nació en una familia de muy alta hidalguía y extenso patrimonio. Estudió en la Universidad de Santiago a partir de 1763, donde obtuvo sucesivamente los grados de bachiller en Artes, bachiller, licenciado y doctor en Teología y bachiller en Cánones. El acervo patrimonial heredado por nuestro personaje de sus antepasados hay que considerarlo como muy valioso. Fue poseedor de varios mayorazgos. Destacan por su importancia el vínculo que fundó en 1661 Juan de Curro en la feligresía de Santa María de Souto. Y, sobre todo, la nominada Casa do Pazo en Curtis, mansión que fue definida por Martínez-Barbeito como «no muy grande, ni muy esbelta, y alzada con inequívoco aire señorial». A esta opulencia económica se añadían numerosos bienes raíces dispersos por varias parroquias de la antigua provincia de Santiago, y muy especialmente en la comarca de Bergantiños.
Entre 1772 y 1774 fue catedrático de Retórica y desde 1774 a 1778 ocupó una de las Cátedras de Teología Tomista. Fue nombrado fiscal y después juez eclesiástico de la diócesis de Santiago por el arzobispo Alejandro Bocanegra, quien le puso al frente de la Biblioteca Arzobispal con ocasión de su apertura en 1779. Presbítero desde 1781, dos años después fue nombrado racionero de la Catedral. 
Fue uno de los fundadores en 1784 de la Sociedad Económica de Amigos del País de Santiago. En 1788 se hizo cargo de una canonjía en el Cabildo compostelano y dejó la Universidad. Creó una Escuela de enseñanza primaria en su villa natal, una Academia de dibujo en Santiago y una Biblioteca Pública en el Real Consulado de La Coruña, a la que dotó con abundantes fondos bibliográficos y buena parte de su herencia.
Uno de sus proyectos más importantes fue hacer navegable el río Miño, para que los barcos pudieran transportar vino y otras mercancías desde Orense hasta el Océano Atlántico . 

## Reconocimientos
Una calle de la ciudad de La Coruña lleva su nombre desde 2013. 